# Seo-gu, Daejeon
Quận Tây (Seo-gu) là một quận ở Daejeon, một thành phố lớn ở Hàn Quốc.

## Liên kết
- Trang chủ Seo-gu